# Oxycarenidae
Oxycarenidae Stål, 1862, è una famiglia cosmopolita di insetti Pentatomomorfi dell'ordine Rhynchota Heteroptera, superfamiglia Lygaeoidea, comprendente circa 150 specie.

## Descrizione
Gli Oxycarenidae sono insetti di piccole dimensioni, con corpo appiattito e punteggiato sul dorso. In alcune specie imitano le Formiche (mimetismo batesiano). Hanno capo con antenne e rostro composti da 4 segmenti. Pronoto arrotondato ai lati, zampe anteriori con femori leggermente dilatati e provvisti di un dente all'estremità distale. L'addome ha stigmi tutti ventrali, eccetto quelli del II urite, che sono invece dorsali.

## Biologia e diffusione
Questi insetti sono fitofagi polifagi e si nutrono a spese dei semi di un numero elevato di piante. La letteratura cita anche alcune specie come agenti occasionali di danno alle coltivazioni.
Famiglia di larga diffusione, cosmopolita, è principalmente rappresentata in Oceania, Asia, Africa ed Europa.

## Sistematica e diffusione
La famiglia comprende 147 specie distribuite in 23 generi. All'inquadramento sistematico di HENRY (1997), basato su criteri filogenetici, si contrappone quello tradizionale, che include invece questo raggruppamento nella famiglia dei Lygaeidae, al rango di sottofamiglia (Ocycareninae). Sono compresi in questa famiglia:
- Anomaloptera
- Auchenodes
- Bethylimorphus
- Bianchiella
- Bogdiana
- Brachyplax
- Camptotelus
- Crophius
- Dycoderus
- Jakowleffia
- Leptodemus
- Macroplax
- Macropternella
- Metopoplax
- Microplax
- Neocamptotelus
- Oxycarenus
- Philomyrmex
- Tropidophlebia

I generi più ricchi sono rappresentati da Oxycarenus, comprendente 54 specie, e Anomaloptera, comprendente 17 specie.
Lo schema tassonomico tradizionale, ancora seguito da molti Autori, inquadra questo raggruppamento nei Lygaeidae, al rango di sottofamiglia (Oxycareninae).